# 警告標誌

警告標誌是一種道路交通標誌，用來告知駕駛或行人前方的道路有危險。
在大多數的國家，警告標誌的形狀都是等邊三角形，以白色作為底色並搭配粗的紅色邊框。然而每個國家的底色以及邊框的顏色和粗細皆有不同。
在中華人民共和國（香港與澳門除外），警告標誌是黑色的邊框搭配黃底。在瑞典、塞爾維亞、波士尼亞、克羅埃西亞、芬蘭、冰島、希臘、馬其頓共和國和波蘭，警告標誌是紅色邊框搭配琥珀色底。這是氣候因素影響了顏色的選擇，在這些經常下雪的地區，比起紅色配白色的標誌，紅色配琥珀色的標誌較容易引起注意。斯匹茲卑爾根群島的北極熊警告標誌，在最近由白底上的黑熊改為黑底上的白熊（皆為紅色邊框的三角形標誌）。某些使用白底標誌的國家在道路施工或其他工程的標誌上則會選用琥珀色。
某些國家的警告標誌是菱形的。在美國、加拿大、墨西哥、泰國、澳大利亞、日本、菲律賓和馬來西亞，警告標誌是黃色的底搭配黑色的邊框和圖案，而且通常都是菱形的，而臨時標誌（通常是施工標誌）則是橘色底搭配黑色邊框。愛爾蘭共和國的標示也與歐洲大多數國家使用的標準不同。中華民國（台灣）的道路交通號誌警告牌大多為白底紅框三角形或白底紅框圓形。

不同形狀和顏色的警告標誌
菱形，黃色底
圓形，黃色底
矩形，黃色底
三角形，橘黃色底
三角形，黃底
三角形，白底

## 警告標誌
警告標誌能夠提示用路人各種潛在的危險、障礙和需要注意的特別情況。以下列出部份最常見到的警告標誌。

### 一般警示
一般警示標誌使用在其他標準標誌無法表現的危險、障礙或道路狀況。通常是一個標有驚歎號的三角形標示，下方在搭配以當地語言書寫的危險、障礙或狀況說明告示牌。在使用菱形作為標準警告標誌形狀的國家，解釋的文字會直接書寫在標誌上，或是可能會僅標示「注意」等簡單文字，也有可能搭配輔助的說明標誌。

德國警告標誌
瑞典警告標誌
波蘭警告標誌
日本警告標誌

### 交叉路口
這類型的警示標誌提示用路人前方有交叉路口（十字路口、T字形三叉路口、Y字形三叉路口等）。同時也可以用作警示「前方有車流加入道路」（例如來自橋樑、交流道等）。

日本的十字路口警告標誌
愛爾蘭的主幹道十字路口警告標誌
義大利和拉脫維亞的十字路口標誌
愛爾蘭共和國的主幹道與支幹道交會標誌
義大利和拉脫維亞的主幹道與支幹道交會標誌
瑞典的支幹道交叉標誌
義大利和拉脫維亞的支幹道交叉十字路口標誌
愛爾蘭共和國的同等級道路交會標誌
愛爾蘭共和國的右上角有支幹道交會標誌
香港的十字路口在前警告標誌

圓環/環形交叉口
美國的環形交叉口標誌
義大利和拉脫維亞的圓環標誌
澳洲的圓環標誌
芬蘭的圓環標誌
香港的迴旋處在前警告標誌

### 動物橫越道路
這類的標誌警示用路人可能會有野生動物（駝鹿、熊、麋鹿、鹿、馴鹿、北極熊、駱駝、袋鼠、鱷魚等）或農場動物（牛、馬、鴨、羊等）停留或橫越前方的道路。在美國，警告有動物橫越道路的標示牌下，有時會標示「請共享道路」（SHARE THE ROAD）。

美國、日本的動物橫越標誌
義大利和拉脫維亞的野生動物橫越標誌
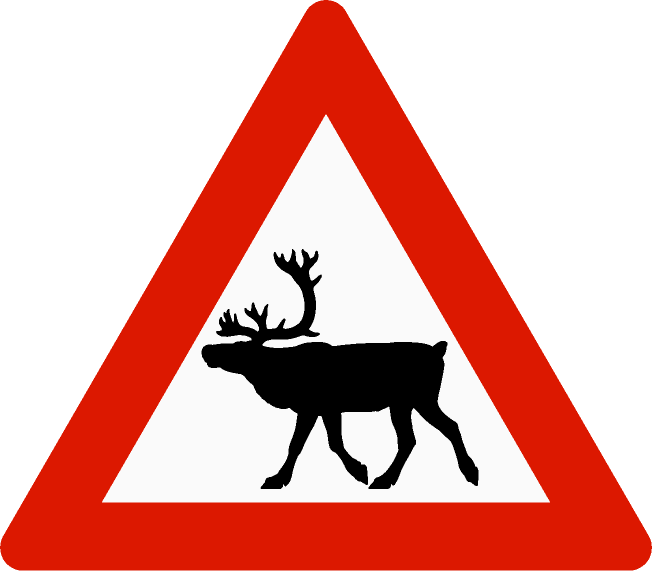
挪威的馴鹿橫越標誌
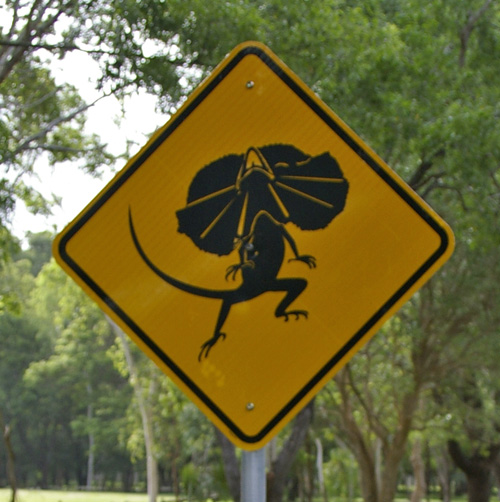
澳洲的傘蜥蜴橫越標誌
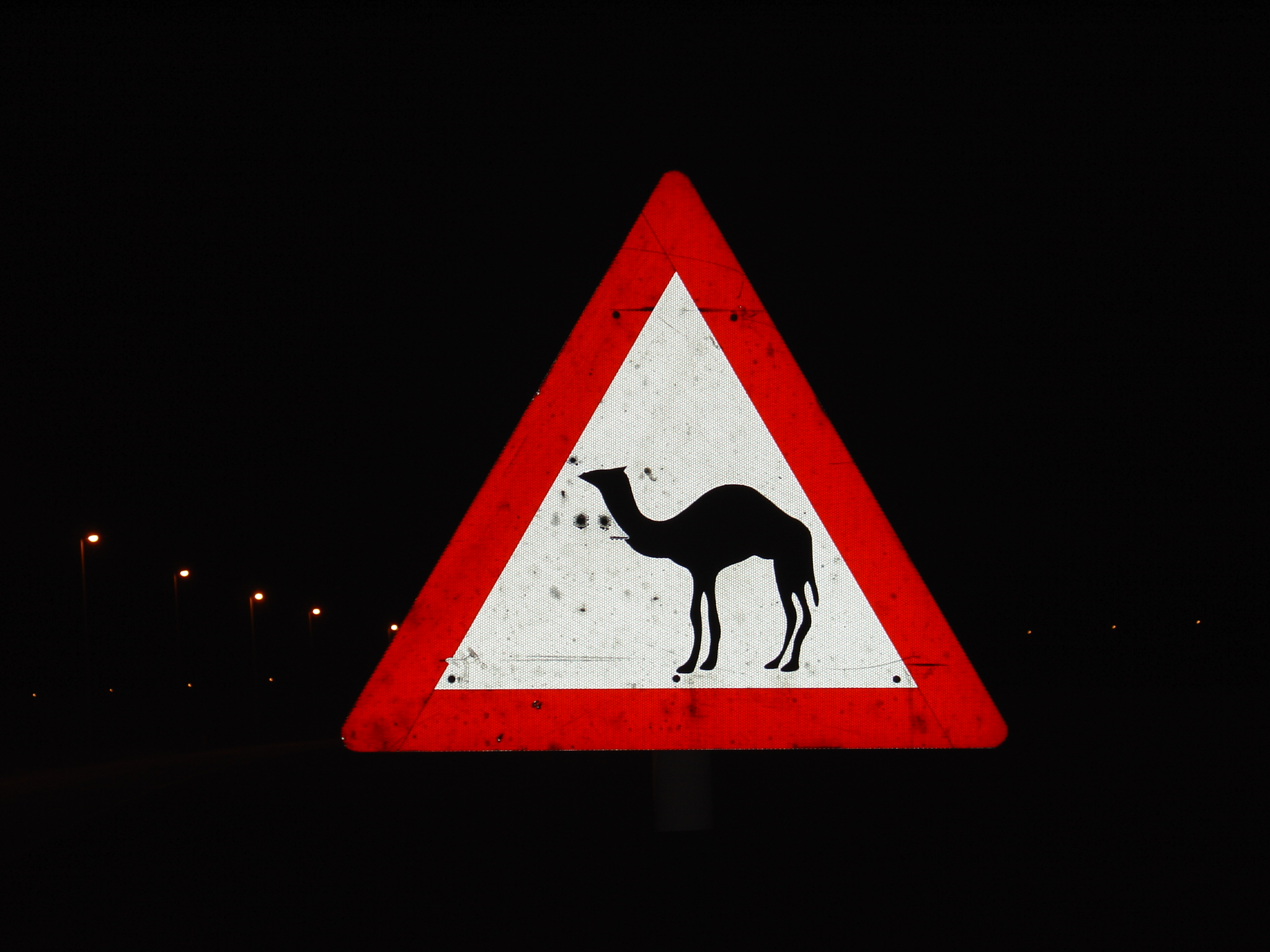
阿拉伯聯合大公國的駱駝橫越標誌
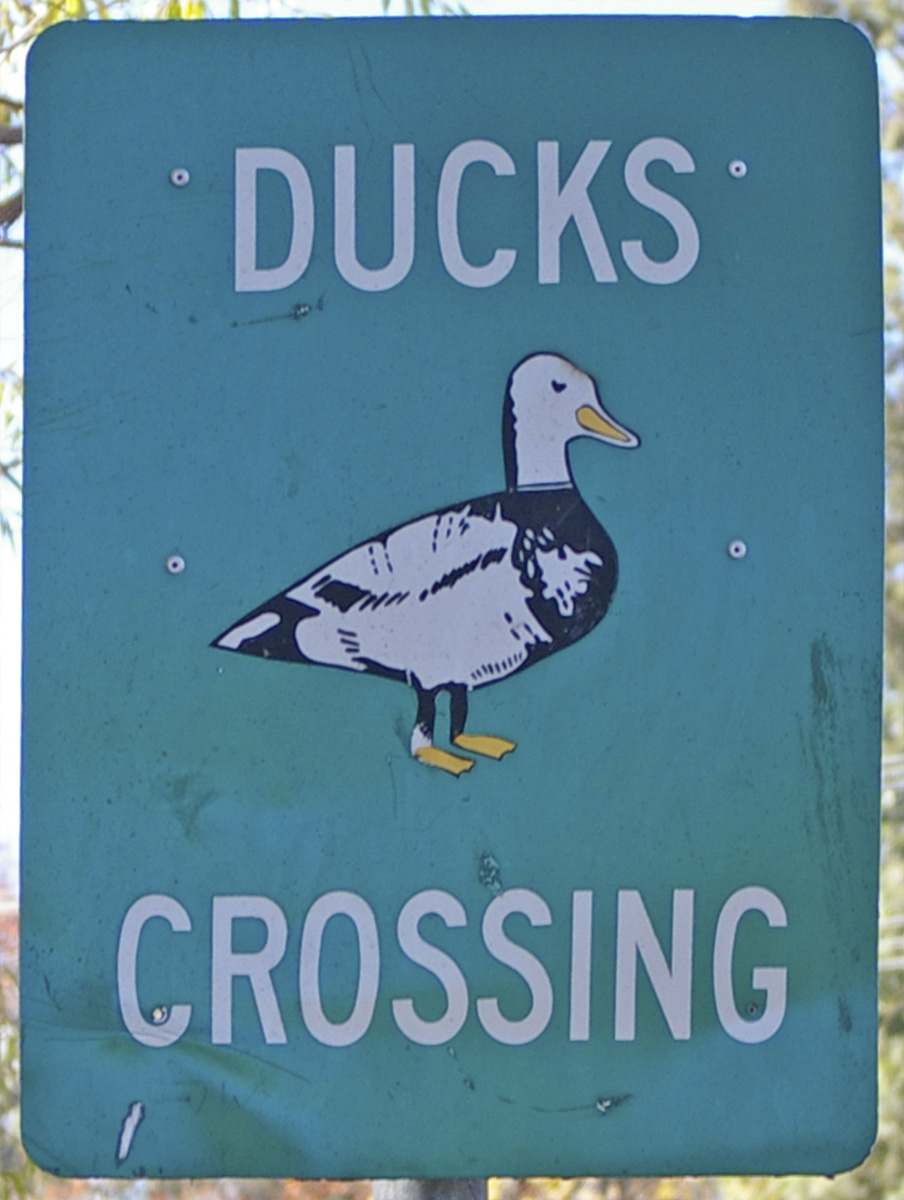
澳洲的鴨子橫越標誌

### 學校

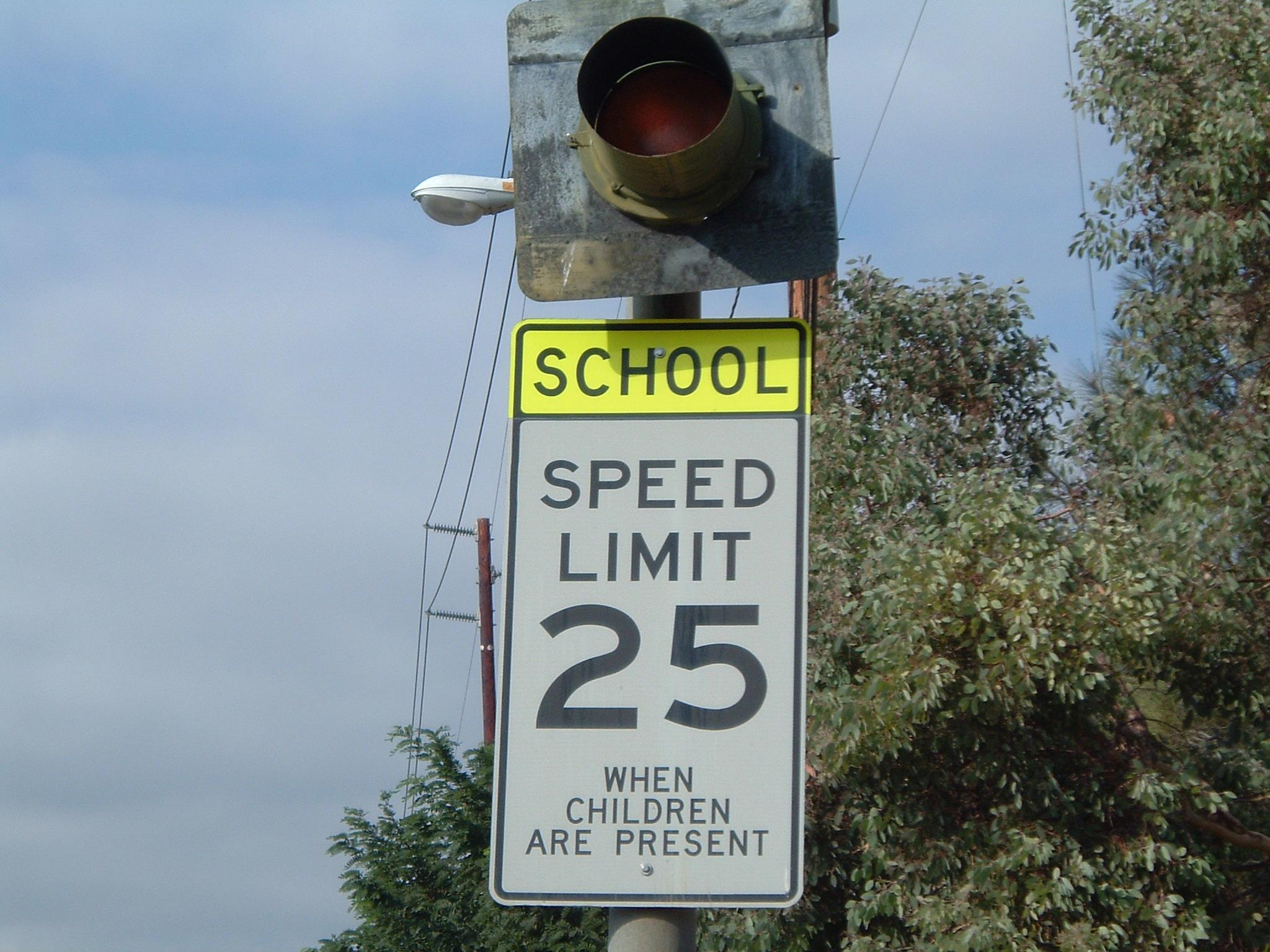
美國的學校區域標誌並搭配警示燈。

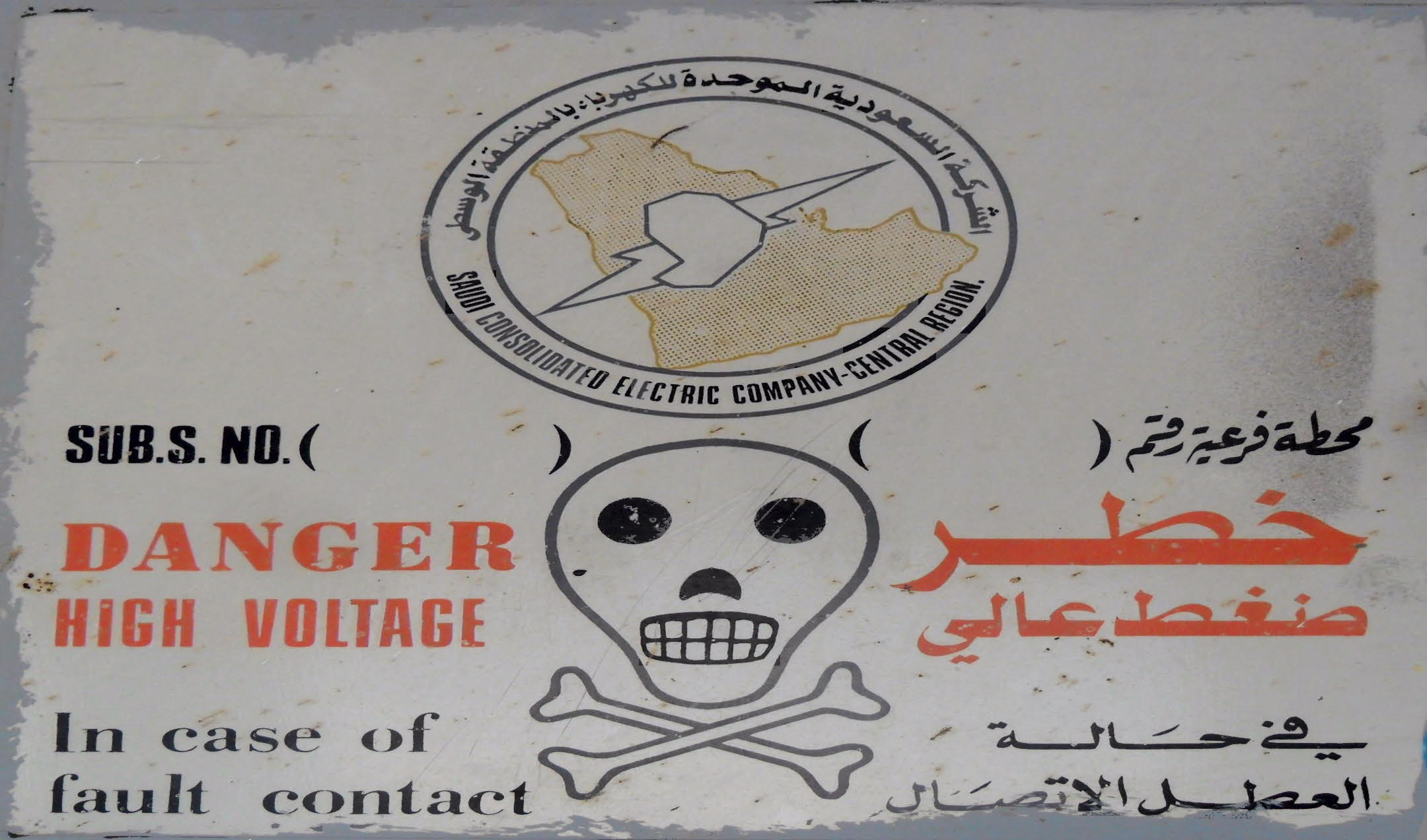
Danger High Voltage, Riyadh.

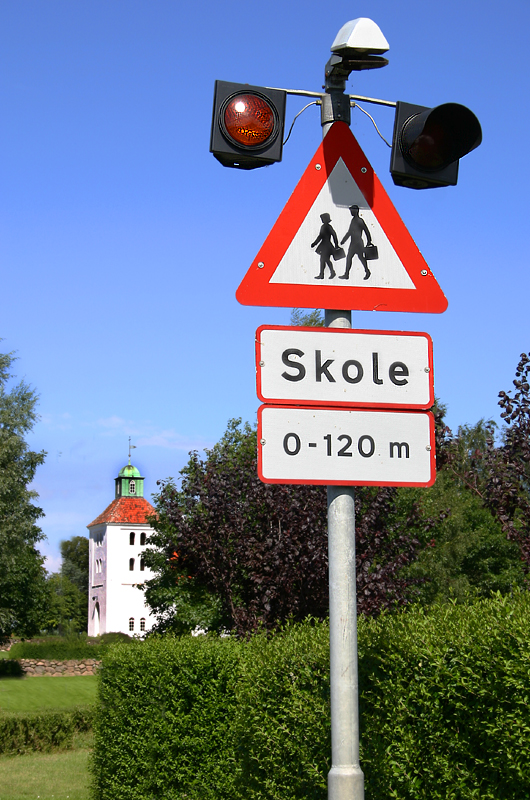
丹麥的學校交通標誌。

這些標誌是告知駕駛附近有學校，需要注意過馬路的學生或較低的速限。在美國和加拿大，會使用五角形的標誌而非常見的菱形標誌。這種美國的五角形標誌外型類似一座房子，是代表學校建築的外觀。

美國的學校標誌
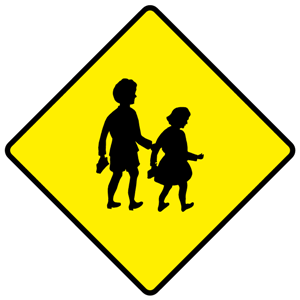
愛爾蘭共和國的注意行人及兒童標誌
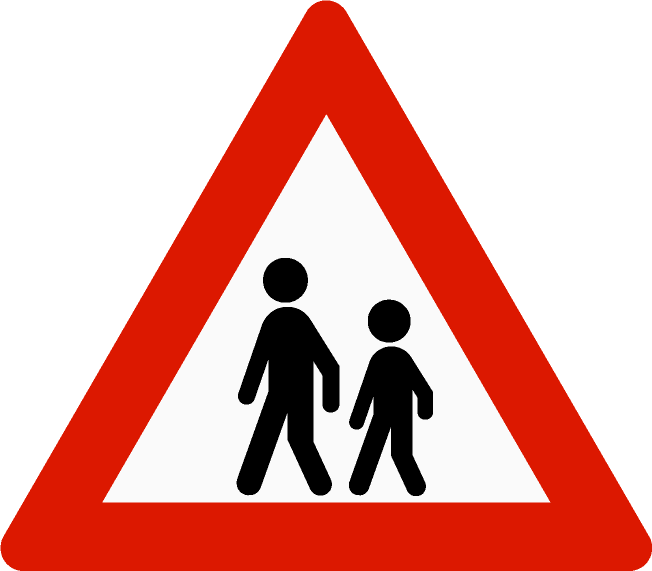
挪威的注意兒童標誌
波蘭的注意兒童標誌

### 其他注意缺乏保護的行人標誌

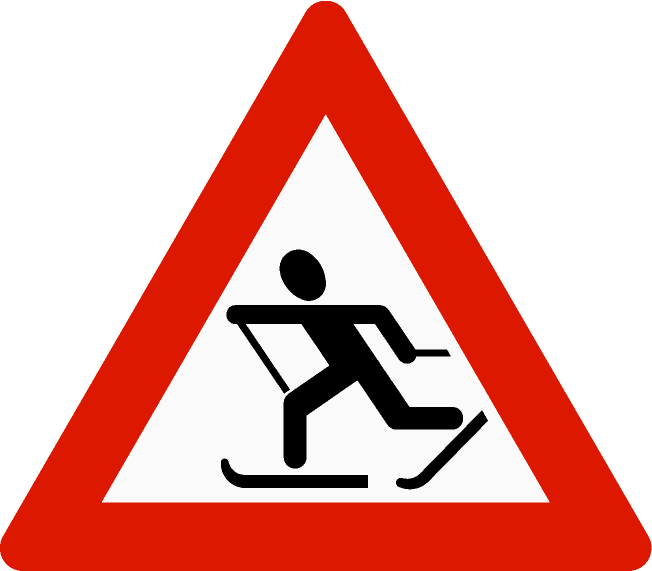
挪威的注意滑雪者標誌
瑞典的注意滑雪者標誌
波蘭的注意腳踏車標誌

### 道路狀況

路面顛簸
愛爾蘭共和國的路面顛簸標誌
日本的路面顛簸標誌
韓國的路面顛簸標誌
香港的路面顛簸標誌

其他
波蘭的注意路面積雪標誌
日本的注意平交道標誌

道路狀況包括「小心路滑」、「注意道路溝槽」（警告摩托車和腳踏車騎士）、「注意路面結冰」、「路面顛簸」等標誌。卡車駕駛需要特別注意「險降坡」標誌，有時還會加上坡道的斜度（例如百分之五，5 percent）。險降坡區域有時會設置「緊急停車區」或「失控卡車煞車專用道」並搭配相應的標誌。英國有一種標誌是警告駕駛彎道時「路面傾斜」（Adverse camber）。

小心路滑
德國的小心路滑標誌
瑞典的小心路滑標誌
波蘭的小心路滑標誌
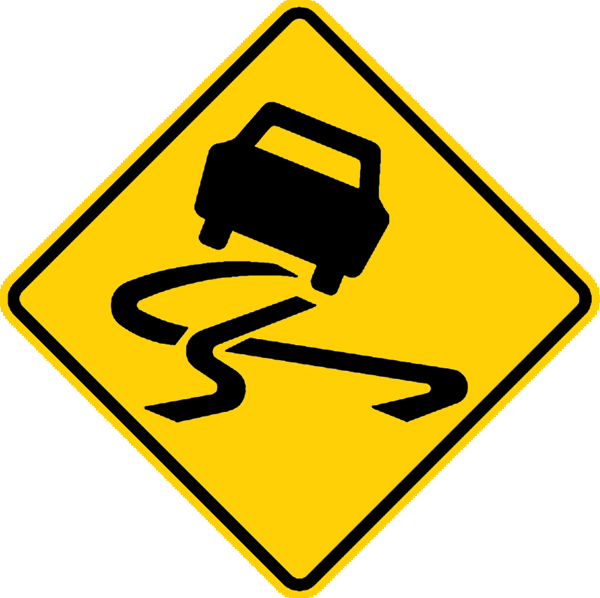
澳洲和紐西蘭的小心路滑標誌

險降坡
美國的險降坡標誌
日本的險降坡標誌
奧地利的險降坡標誌
荷蘭的10%險降坡標誌
法國的10%險降坡標誌
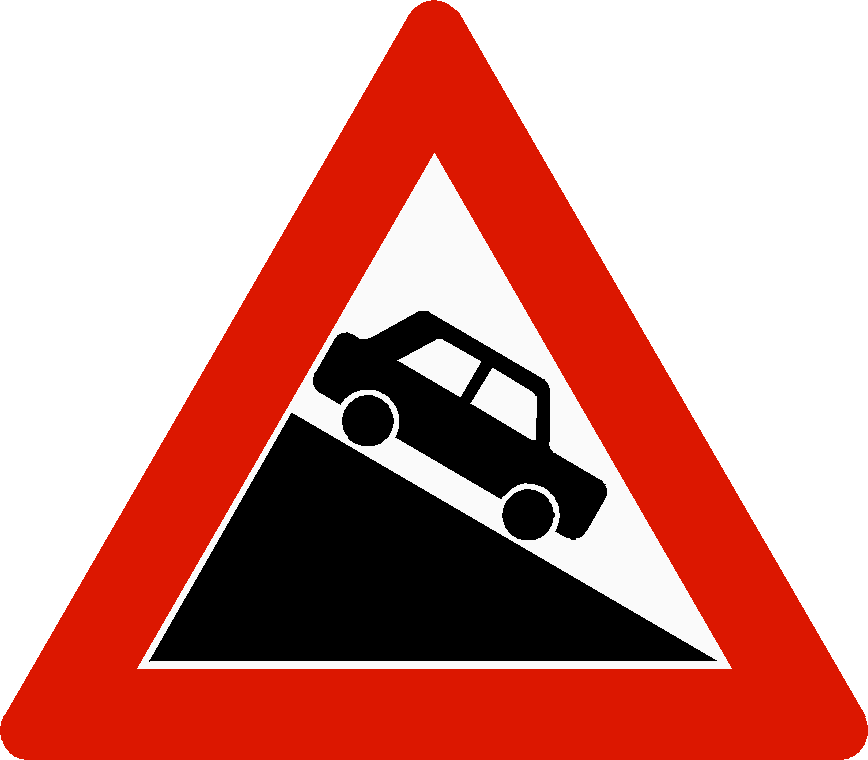
挪威的險降坡標誌
波蘭的險降坡標誌
韓國的險降坡標誌
香港的險降坡標誌

- 路面顛簸
- 愛爾蘭共和國的路面顛簸標誌
- 日本的路面顛簸標誌
- 韓國的路面顛簸標誌
- 香港的路面顛簸標誌

- 其他
- 波蘭的注意路面積雪標誌
- 日本的注意平交道標誌